# Cristãos árabes

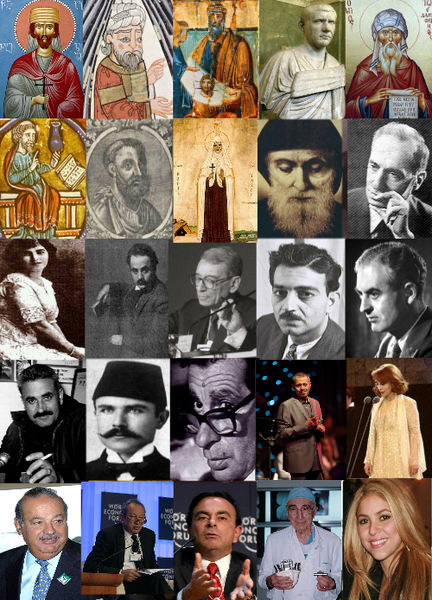
Colagem de Cristão Árabes conhecidos

Cristãos Árabes são o grupo de árabes que professam a fé cristã. Não são um grupo étnico distinto, mas um segmento do povo árabe adepto do cristianismo. Os cristãos árabes constituem uma proporção considerável dos cristãos no Oriente Médio, entretanto não são o único grupo cristão. Números variados de Cristãos Árabes são encontrados na Jordânia, Síria, Líbano, Iraque, Egito, Israel e territórios da Palestina.